# Luis Manuel Fernández de Portocarrero
Luis Manuel Fernandez de Portocarrero-Bocanegra y Moscoso-Osorio (Palma del Río, 8 de janeiro de 1635 - Toledo, 14 de setembro de 1709), foi um eclesiástico, nobre e político espanhol.

## Biografia
Filho mais novo do 1.º marquês de Almenara, título de 11 de julho de 1623, e do 3.º conde de Palma del Rio, título de 22 de novembro de 1507, Luis Andrés. Ele se tornou reitor de Toledo cedo e foi feito cardeal em 5 de agosto de 1669.
Até 1677 viveu em Roma como cardeal protetor da nação espanhola. Em 1677 foi nomeado vice-rei interino da Sicília, conselheiro de Estado e arcebispo de Toledo. Ele deixou de ser vice-rei da Sicília em 1678, sendo substituído por Vicente de Gonzaga y Doria, (1602-1694) ex-vice-rei da Catalunha, 1664-1667, para não ser confundido com seu sobrinho Vincenzo Gonzaga, duque de Guastalla, (1634-1714). Em 16 de janeiro de 1678, foi consagrado bispo por Jaime de Palafox y Cardona, arcebispo de Palermo, com Giovanni Roano e Corrionero, arcebispo de Monreale, e Francesco Arata, bispo de Lipari, servindo como co-consagradores.  Como arcebispo de Toledo, ele se esforçou para proteger o clero da obrigação de pagar os impostos especiais de consumo ou octroi conhecidos como "os milhões" e, assim, ajudou a perpetuar os embaraços financeiros do governo.
Sua posição, e não quaisquer qualidades pessoais, permitiu-lhe desempenhar um papel importante em uma grande crise da política europeia. O decrépito rei Carlos II não tinha filhos, e a disposição de sua herança tornou-se uma questão de grande interesse para as potências europeias. Fernández de Portocarrero foi induzido a se tornar um defensor do partido francês, que desejava que a coroa fosse deixada para um membro da família de Luís XIV, e não para um membro da própria família do rei, os Habsburgos. A grande autoridade de Fernández de Portocarrero como cardeal e primaz da Espanha foi usada para persuadir, ou melhor, para aterrorizar o infeliz rei a fazer um testamento em favor do duque de Anjou, Filipe V.
Ele atuou como regente até que o novo rei chegasse à Espanha e esperava ser poderoso sob seu governo. Mas os conselheiros franceses do rei estavam cientes de que a Espanha precisava de uma reforma financeira e administrativa completa. Fernández de Portocarrero não conseguia ver, e de fato não tinha a inteligência ou a honestidade para ver, a necessidade. Ele era incapaz, obstinado e perfeitamente egoísta. Os novos governantes logo descobriram que ele deveria ser removido e ele foi ordenado a retornar à sua diocese. Quando, em 1706, o partido austríaco parecia estar prestes a ganhar vantagem, Fernández de Portocarrero foi levado por despeito e vexame a passar para eles.

Quando a sorte mudou, ele voltou à sua lealdade a Filipe V e, como o governo não estava disposto a ofender a Igreja, ele escapou do banimento. Em 1709, quando Luís XIV fingiu se retirar do apoio de seu neto, o cardeal fez uma grande demonstração de lealdade. Ele morreu em setembro do mesmo ano e, por suas ordens, as palavras Hic jacet pulvis, cinis, et nihil foram colocadas em seu túmulo (aqui jaz poeira, cinzas e nada).